# Susy Pryde
Susy Pryde, née le 15 octobre 1973 à Waipukurau, est une ancienne coureuse cycliste néo-zélandaise.

## Palmarès sur route
- 1992
  - 2e du championnat de Nouvelle-Zélande sur route
- 1994
  - 4e étape de la Killington Stage Race
  - 3e de la Nevada City Classic
- 1995
  - 4e étape de Tour de Toona
- 1996
  - Killington Stage Race
- 1997
  - Redlands Bicycle Classic
  - GP Tell
  - 4e étape de la Fitchburg Longsjo Classic
  - 1re étape de Redlands Bicycle Classic
  - 2e du Tour de Toona
  - 3e de la Killington Stage Race
- 1998
  -  Championne de Nouvelle-Zélande sur route
  -  Médaillée d'argent aux Jeux du Commonwealth
  - Tour of Willamette :
    - Classement général
    - 3e étape

  - 4e étape de Tour de Snowy
  - 2e étape de la Street-Skills Cycle Classic
  - 3e du Tour de Toona
- 2000
  - 3e de la Nevada City Classic

### Grands tours

#### Tour d'Italie
- 1998 : 17e

## Palmarès en VTT
- 2002
  -  Médaillée d'argent aux Jeux du Commonwealth (cross-country)